# 鰊御殿

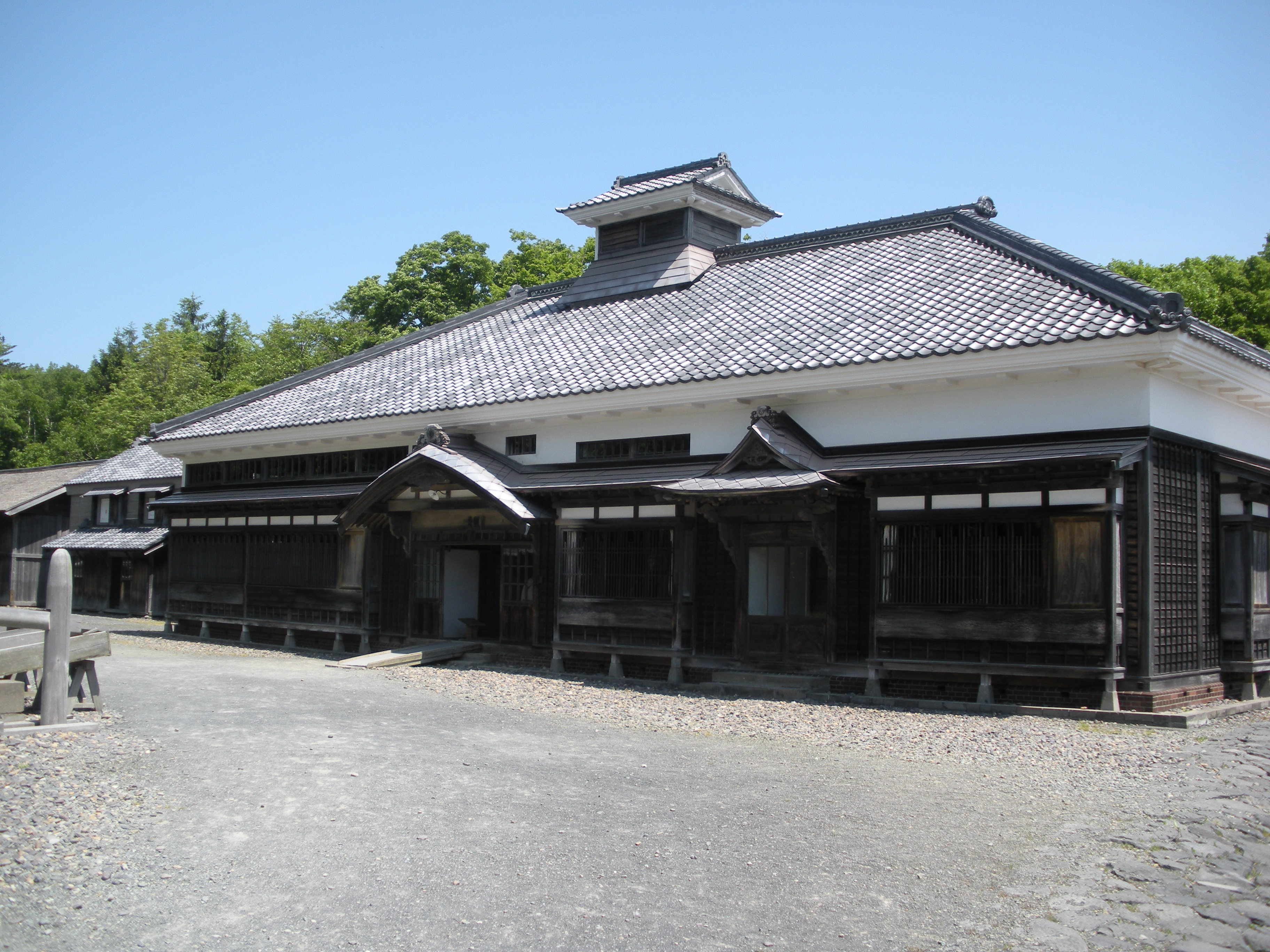
旧 青山家住宅（旧青山家漁家住宅）：札幌市厚別区（北海道開拓の村）

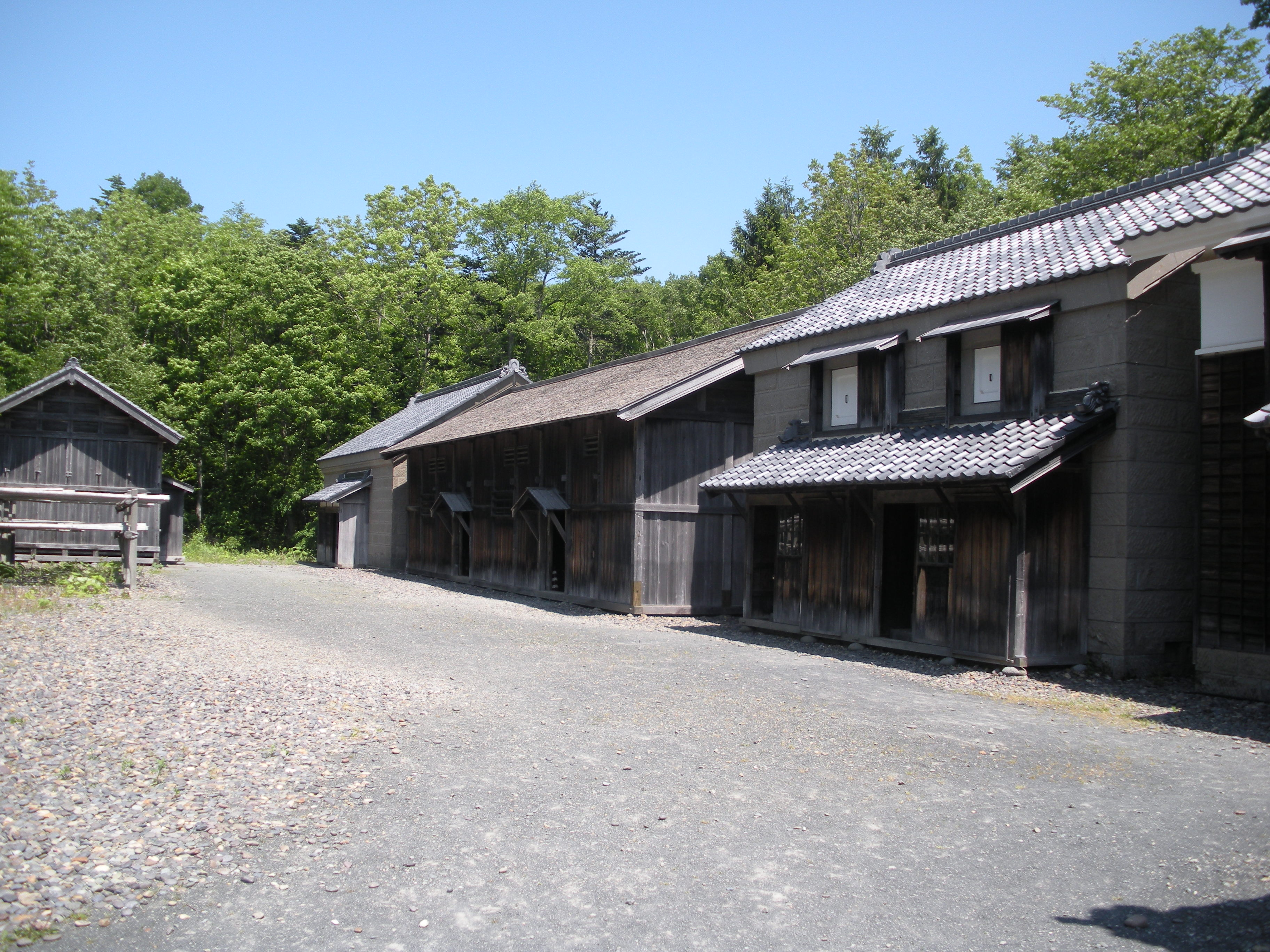
母屋に連なる文庫蔵、石蔵、板倉、網倉など

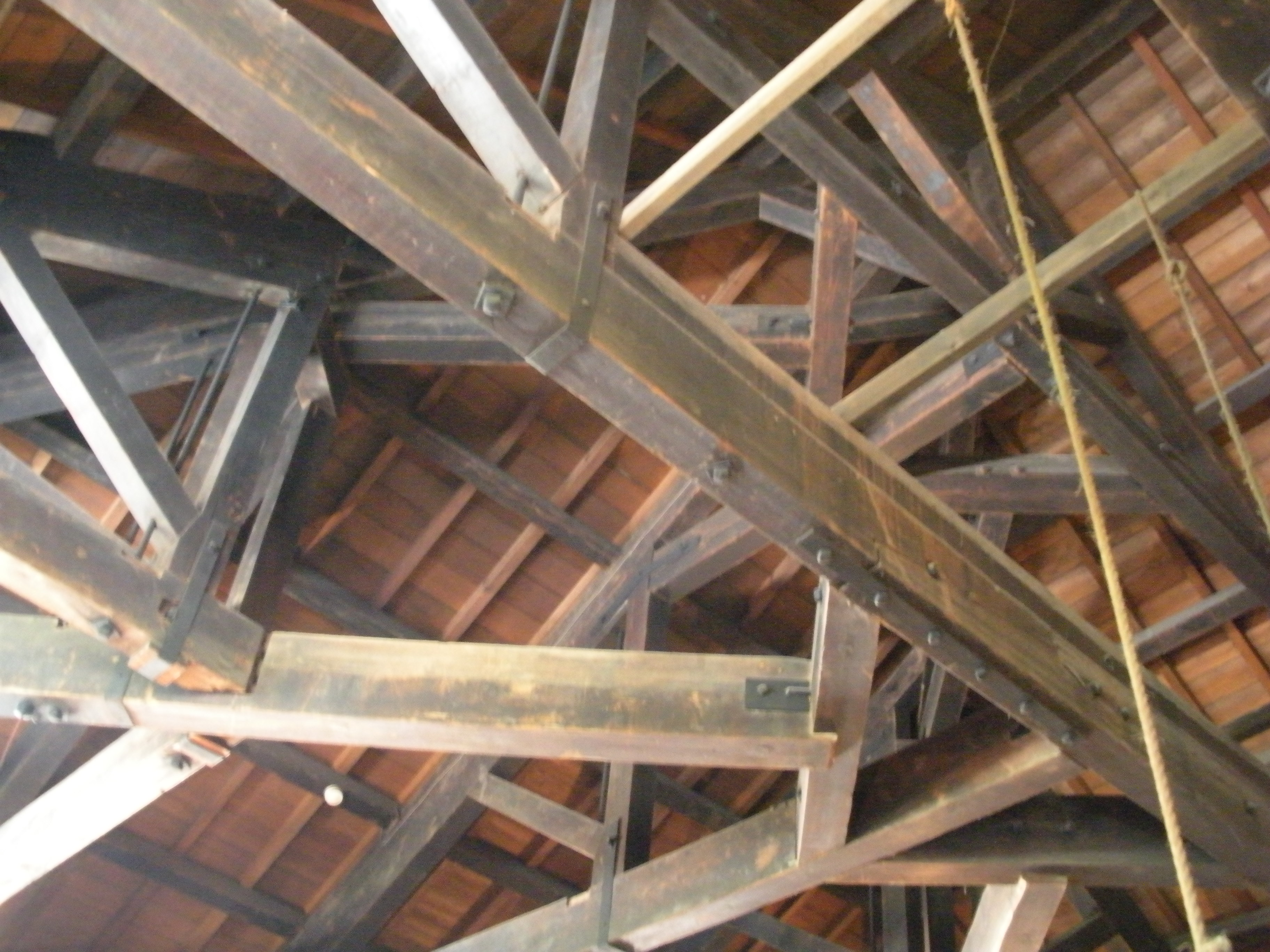
旧 青山家住宅の小屋組み。洋式の工法も取り入れられている。

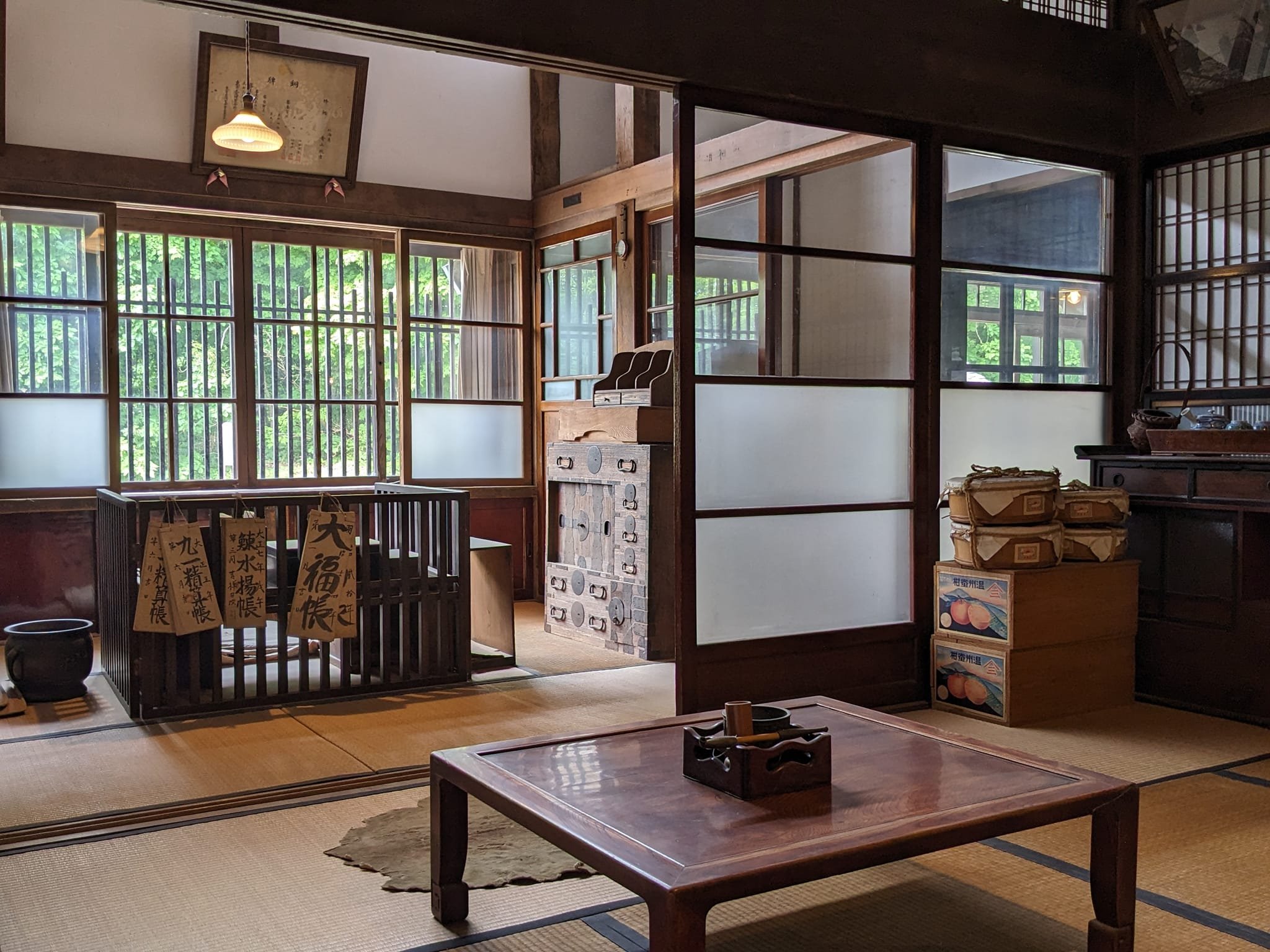
旧青山家住宅内部の事務スペース。奥には帳場格子がある。

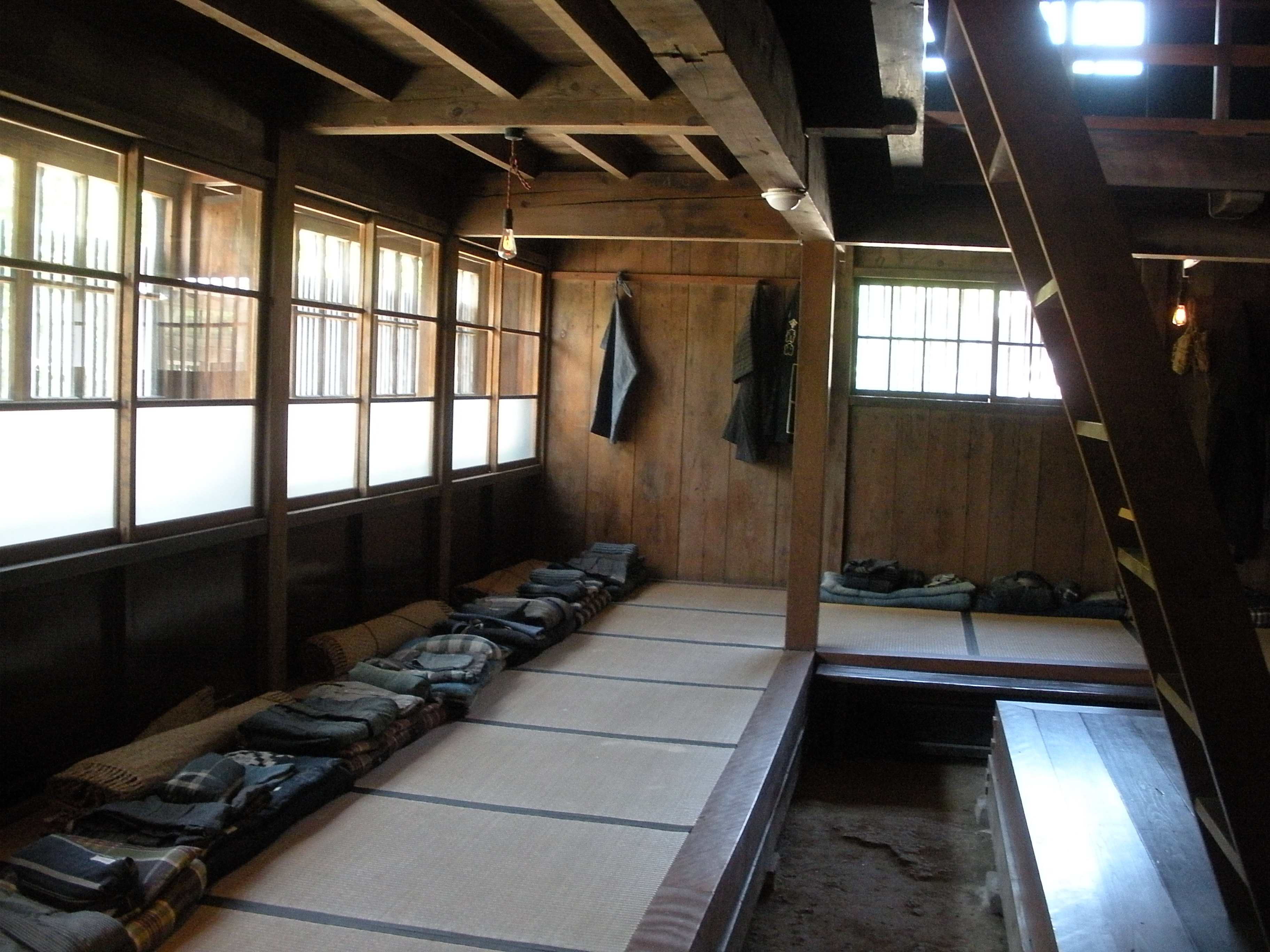
旧青山家住宅内部、出稼ぎ漁師の居住区。一人に畳一枚が割り当てられる。

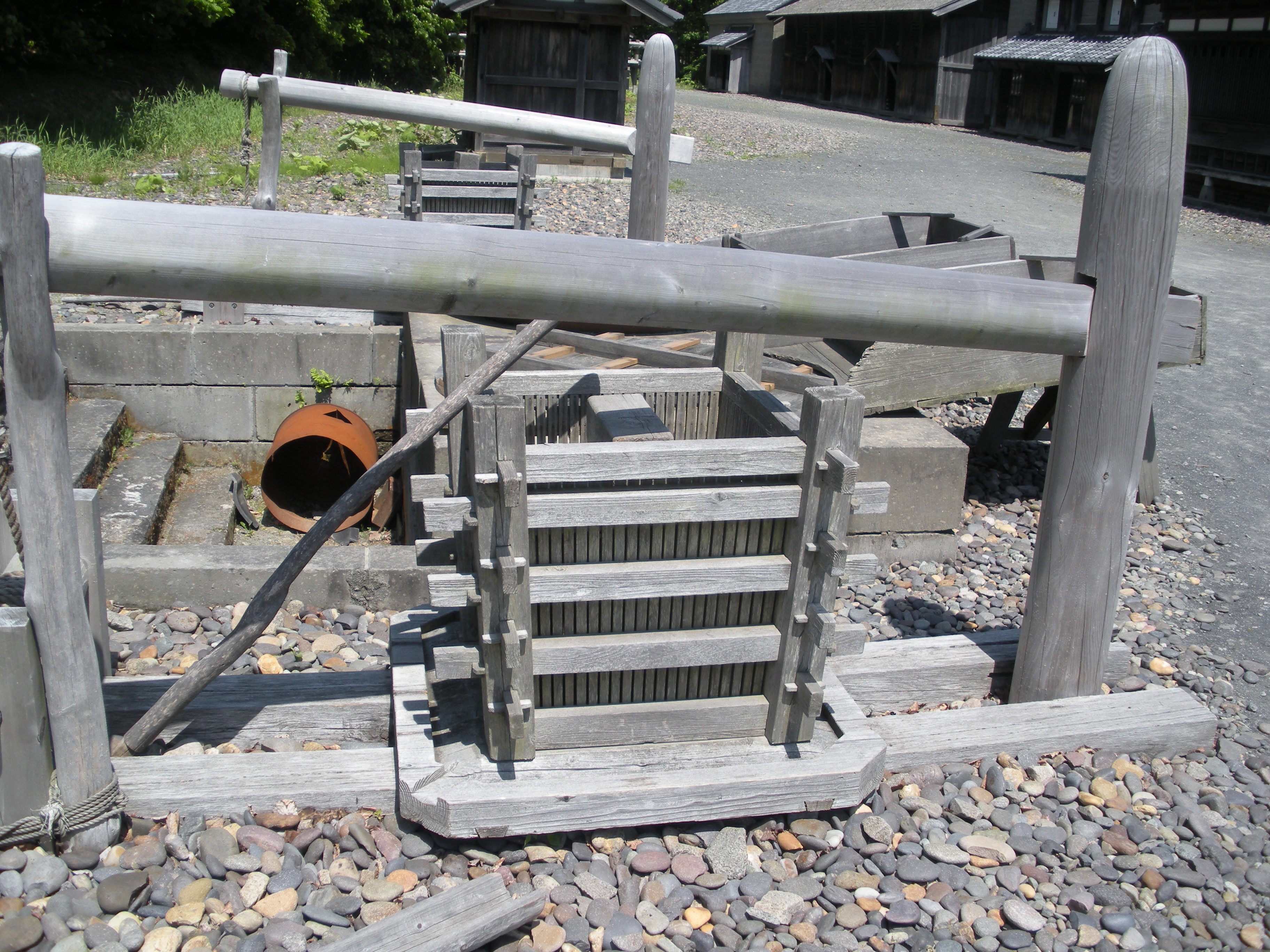
鰊粕製造用の圧搾機。大釜で茹でたニシンを入れ、テコの原理で魚油を搾り出す。搾りかすを醗酵、乾燥させたものが鰊粕となる。

鰊御殿（にしんごてん）は、一般的には、第二次世界大戦前に北海道の日本海側に建てられた、網元や漁師たちが寝泊りした居宅兼漁業施設（番屋）の俗称。ただし、広く鰊（ニシン）漁やその貿易による経済力を背景に建築されたものを指すこともある（余市町教育委員会「史跡 旧下ヨイチ運上家環境整備事業報告書」17頁参照）。そのため「鰊御殿」の定義はいまだ明確になっているわけではない。
ニシン漁による繁栄により明治時代から昭和初期にかけて北海道日本海沿岸に建てられた、「鰊御殿」や「番屋建築」と呼ばれる大規模な木造建築を総称して「鰊漁場建築」ということがある。

## 鰊番屋
番屋（鰊番屋）の建築、典型的な鰊漁家特有の平面構成は、土間を挟んで親方の居住部分と漁夫の生活部分からなる。

### 概説
一般的には、雇漁夫居住部分である「ダイドコロ」と呼ばれる柱のない大空間がある。明治30年代の建築とされる木村家住宅（北海道石狩市濃昼）や旧白鳥家住宅（石狩市浜益）は、いずれも「ダイドコロ」と呼ばれる大空間と隣接する土間である「ニワ」をもち、外壁は下見板張りとなっている。
鰊漁場建築については、1970年から71年にかけての民家緊急調査報告書の普及版『日本の民家調査報告書集成 1 北海道東北地方の民家』がまとめられており、積丹半島以北の建築では「ダイドコロ」の発達と下見板張りの簡素化が指摘されている。
屋根については、木村家住宅では柾葺の上に板金葺、旧白鳥家住宅では鉄板葺と異なっている。また、木村家住宅では採光のため屋根に越屋根があり、旧白鳥家住宅では望楼が設置されている。
入江の崖を背にして配置された建物も多く、建築時には船や山道以外からはアクセスできない場所に建てられることも多かった。旧白鳥家住宅のように海岸線に平行して建てられることが多かったが、木村家住宅のように入江の奥まった場所に建てられている例もある。

### 構成
ダイドコロ
雇漁夫（傭漁夫）の居住部分で柱のない板間の大空間である。食事や就寝のほか各種の作業も行われた。雇漁夫（傭漁夫）の就寝場所をネダイといい、二段が標準的だが、三段のものもある。
ニワ
雇漁夫（傭漁夫）の宿泊部分と網元の居住部分に挟まれた通り土間。北海道教育庁指導部社会教育課編『建造物緊急保存調査』（昭和47年）によると、ニワのパターンは、通り抜け型、L型、突きあたり型、前面ニワ型、L型（前面ニワ）に分けられるとしている。

## 鰊番屋以外の建物
広く鰊（ニシン）漁やその貿易による経済力を背景に建築されたものを指すこともあり、国の史跡「旧下ヨイチ運上家」も松前藩が領地内約80カ所に設置した交易上の施設の一つであるが「鰊御殿」と称されることがある（余市町教育委員会「史跡 旧下ヨイチ運上家環境整備事業報告書」17頁参照）。
北海道寿都町に残る橋本家邸宅も「鰊御殿」と称されているが、漁家ではなく「仕込屋」と呼ばれる網元や漁師に金融を行った商家である。
また、山形県遊佐町の国指定重要文化財「旧青山本邸」も番屋ではなく、北海道の鰊漁で成功した青山留吉が故郷に建築した建物である。

## 鰊御殿と称される建物

### 公開
複数の鰊御殿が文化財や商業施設として復元されている。（　）内は現在の施設名。
- 旧 田中福松邸（小樽市鰊御殿）：小樽市祝津3丁目[2]。
- 旧 猪俣安之丞邸（銀鱗荘）：小樽市名実共に鰊御殿としての風格を現在に伝えている唯一の遺構。
- 旧 青山留吉邸（旧青山本邸）：山形県飽海郡遊佐町比子字青塚 - 番屋ではなく北海道のニシン漁で成功した青山留吉により建築された建物[6]。
- 旧 青山政吉邸（小樽貴賓館 にしん御殿 旧青山別邸）：小樽市祝津3丁目 - 別邸と称されるように建築当初は隠居用であった。商業施設となってから知られるようになった。桑材を一部使用しており他に類例がない。
- 旧 青山家住宅（旧青山家漁家住宅）：札幌市厚別区（北海道開拓の村）
- 旧 川村家番屋、武井邸客殿（鰊御殿とまり）：古宇郡泊村
- 旧 白鳥家住宅（はまます郷土資料館）：石狩市浜益区
- 旧 白鳥家番屋（群来陣）：小樽市祝津3丁目
- 旧 余市福原漁場：余市町浜中町　番屋を中心にニシン漁に関する建物群が残されていて、当時の魚場経営の知る遺構として貴重。日本国の史跡。
- 旧 花田家番屋 ：留萌郡小平町 - 近接して道の駅が整備されている（道の駅おびら鰊番屋）。日本国の重要文化財。
- 旧 橋本与作邸（お宿 鰊御殿）：寿都郡寿都町 - 網元や漁師に品物や金を貸す商家（仕込屋）だった建物[1]。
- 旧 柳谷家番屋:礼文郡礼文町 - 鰊番屋を使い桃岩荘ユースホステルとして営業、宿泊も可能である。但し、創建当時そのままの姿ではなく、昭和50年代に一部拡張されている。

### 非公開
- 佐藤家:寿都郡寿都町歌棄町有戸、北海道指定有形文化財
- 旧 佐賀家番屋 ：留萌市礼受町 - 「旧留萌佐賀家漁場」として国の史跡に指定。
- 旧 関家番屋 ：留萌市礼受町

## 関連画像

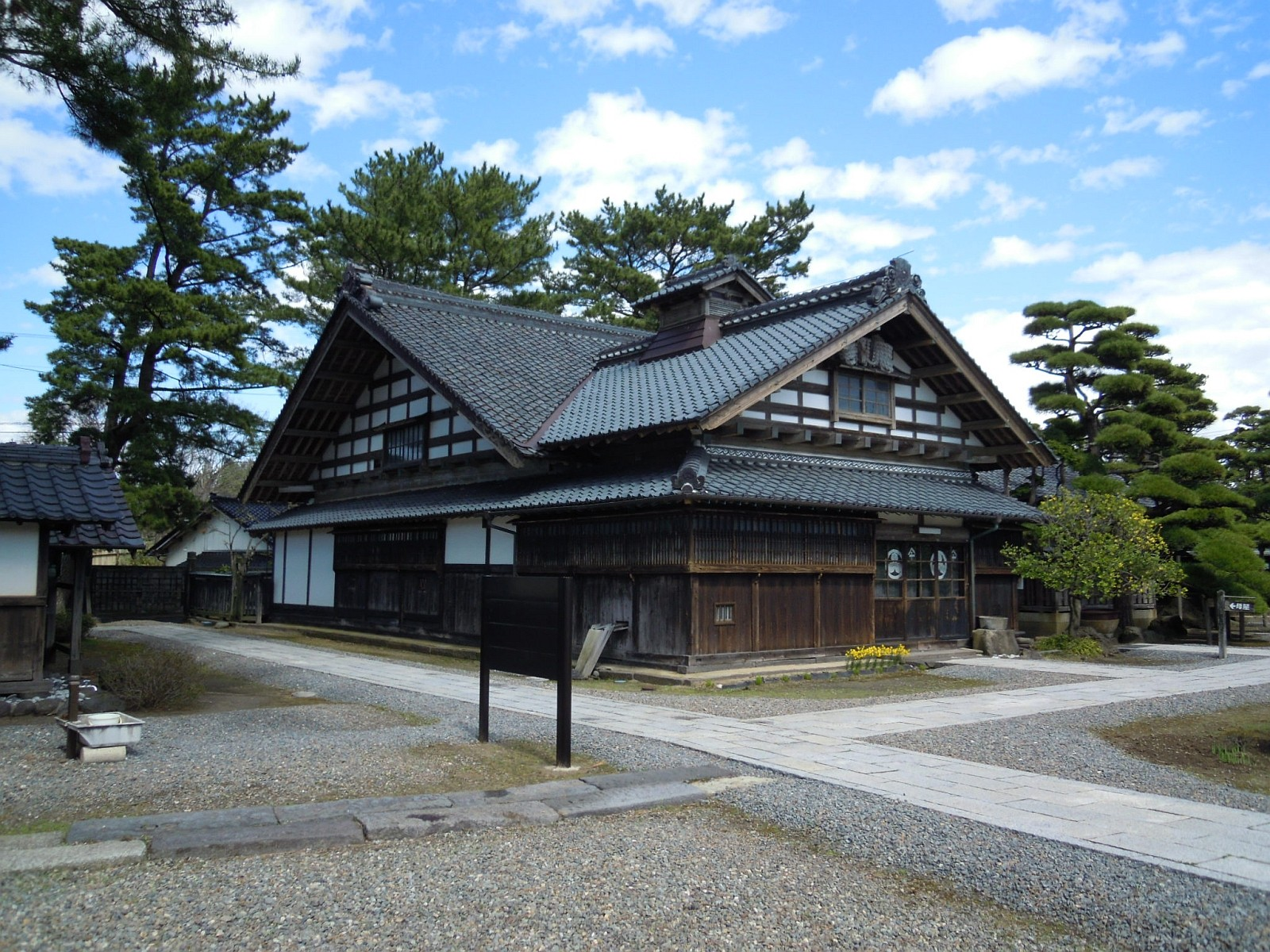
旧青山本邸
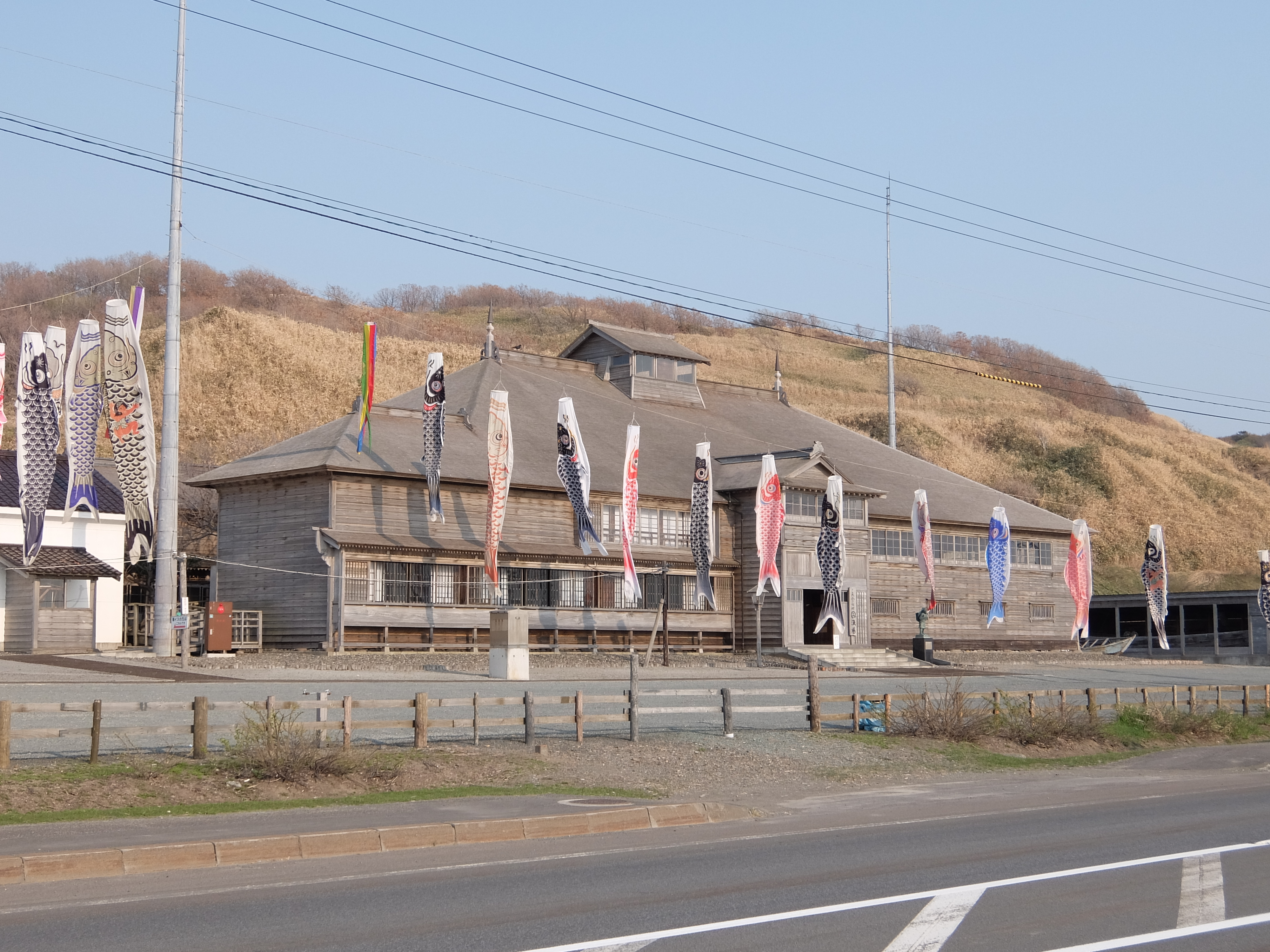
旧花田家番屋
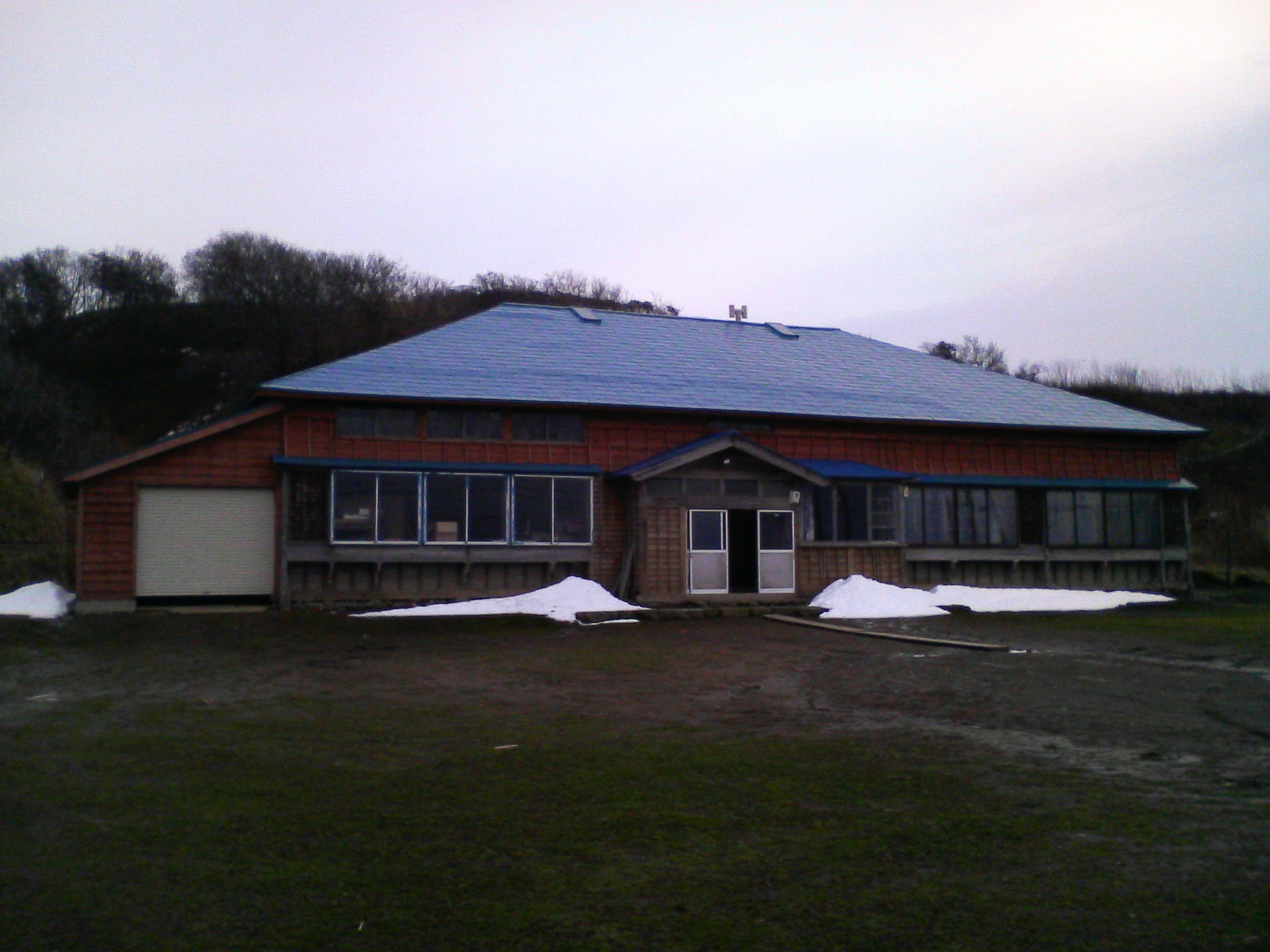
旧関家番屋
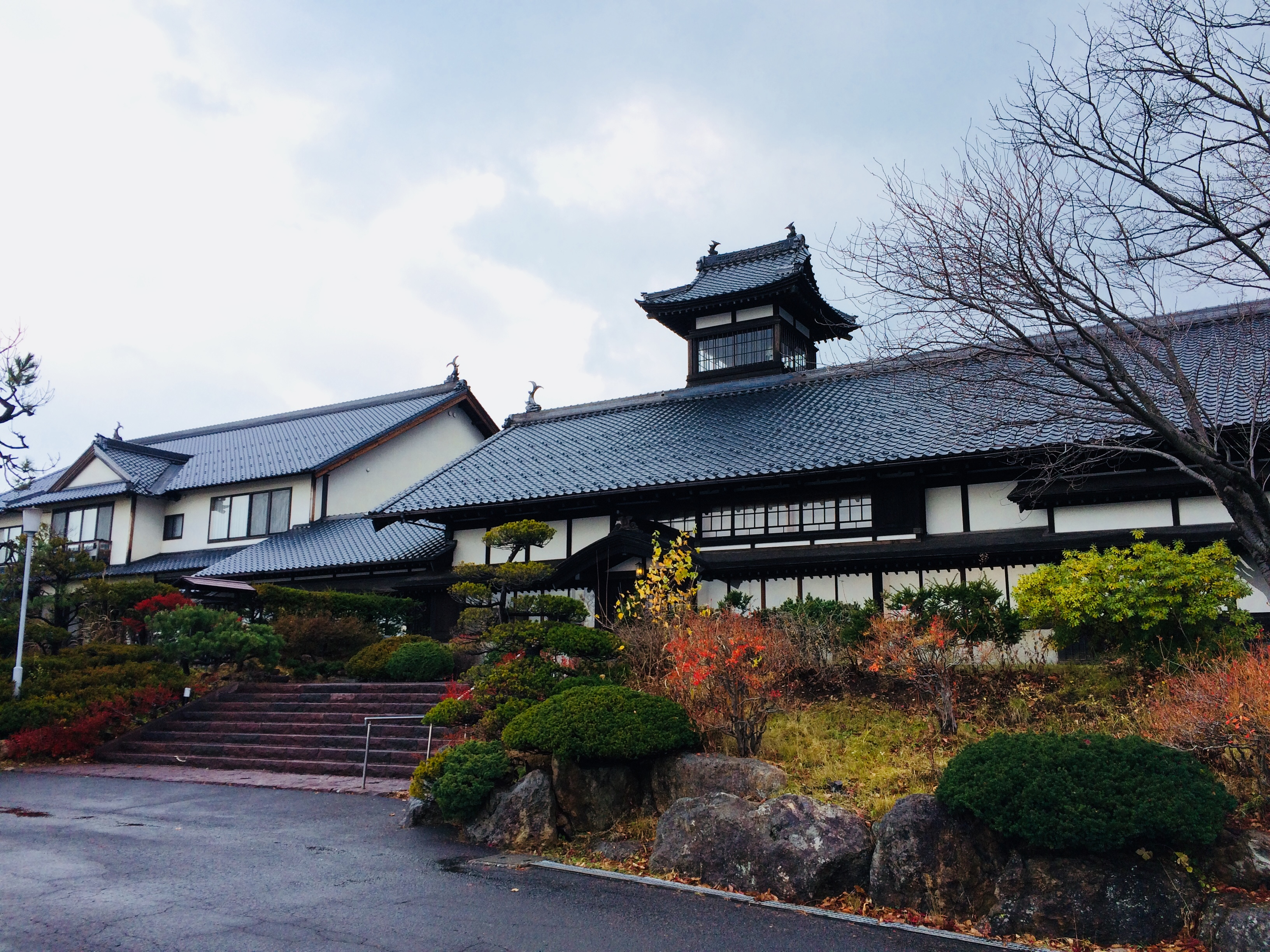
旧猪俣安之丞邸

## 鰊御殿の名を用いた商品
- 清酒「鰊御殿」（北の誉酒造）